# Völkerschlachtdenkmal (Pißdorf)

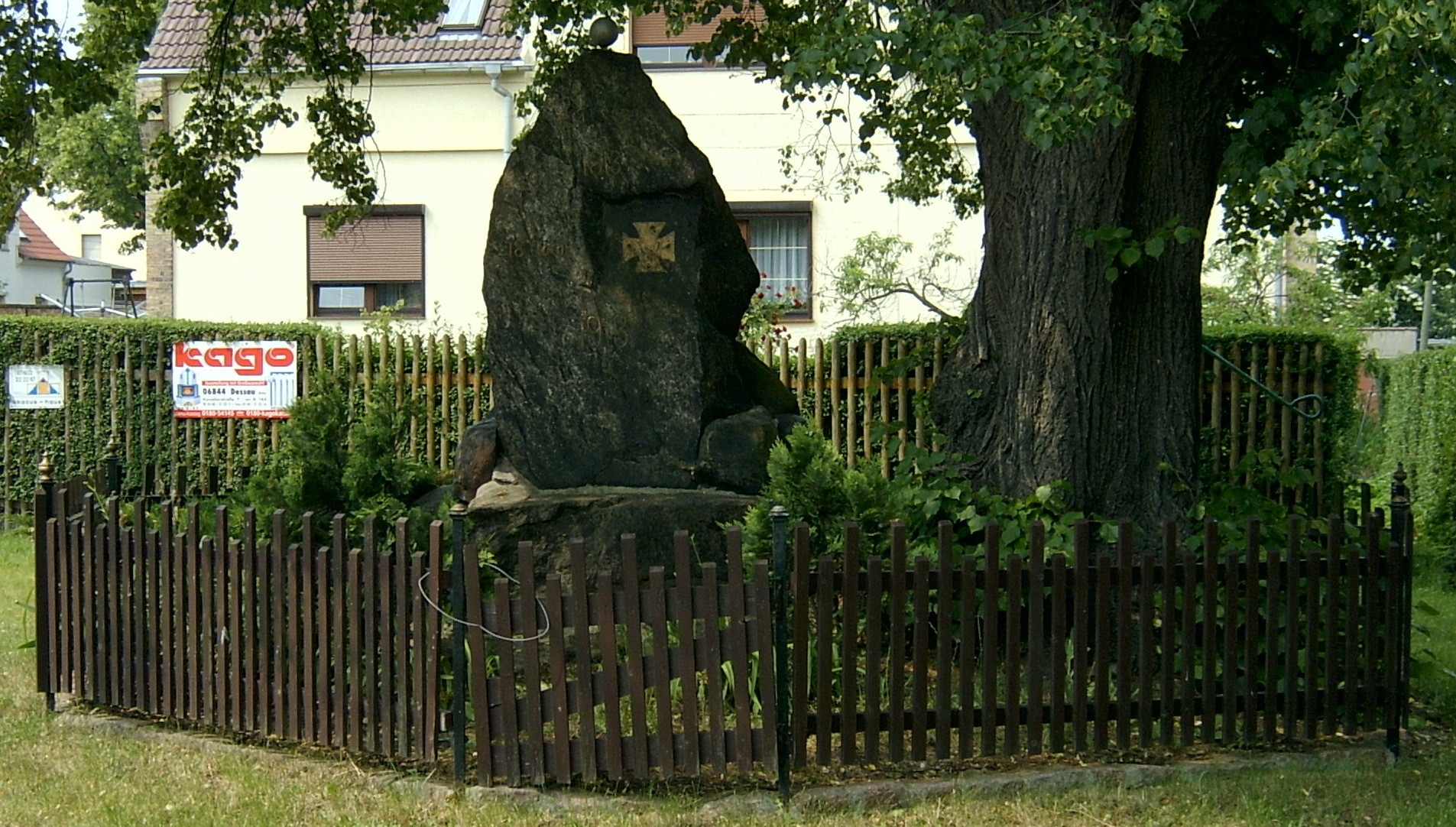
Ansicht von Nordosten

Das Völkerschlachtdenkmal von Pißdorf ist ein Gedenkstein in der Einheitsgemeinde Osternienburger Land im Landkreis Anhalt-Bitterfeld in Sachsen-Anhalt. Das Kleindenkmal steht unter Denkmalschutz und ist im Denkmalverzeichnis mit der Erfassungsnummer 094 70850 als Baudenkmal eingetragen.

## Lage
Im Süden von Pißdorf in der Gabelung der Dorfstraße (heute Pißdorf) nordwestlich der Kirche unter einem Baum.

## Geschichte
Obwohl Anhalt an der Völkerschlacht bei Leipzig mit keiner eigenen Einheit teilnahm, entstanden anlässlich des 100. Jahrestages zahlreiche Gedenkanlagen für das Großereignis. Hintergrund ist die Erleichterung, die man empfand, nachdem die ständig wechselnden Truppenteile der in die Schlacht involvierten Großmächte Frankreich, Russland und Preußen im Laufe des Jahres 1813 dem kleinen Land viel abverlangt hatten. Errichtet wurde das Denkmal auf Anregung vom lokalen Militärverein hin.

## Gestalt
Wie die meisten Denkmäler dieses Typs besteht das Völkerschlachtdenkmal aus größeren Steinen, die aufgeschichtet wurden. Bei ihnen handelt es sich um Findlinge, die zum Teil aus dem Kaiserteich stammen. Ein großer Stein, vermutlich ebenfalls ein Findling, steht senkrecht auf diesen und dient als Inschriftstein. Sein Schriftfeld ist minimal abweichend gestaltet, indem hier das Eiserne Kreuz in einer Vertiefung an der rechten Seite eingefügt wurde, wohingegen die linke Hälfte die Inschrift 1813 / 18. October / 1913 trägt. Typischerweise befindet sich das Eiserne Kreuz sonst oben und die Inschrift darunter.
Zudem ist es im Unterschied zu den anderen Gedenksteinen des Köthener Landes mit einer Kugel bekrönt worden. Auch das Material des umgebenden Zauns weicht von anderen achteckig eingefassten Völkerschlachtdenkmälern ab. Während in den Nachbarorten Micheln und Wulfen Metallzäune geschaffen wurden, entschied man sich hier für Metallpfeiler, zwischen denen ein Holzzaun errichtet wurde.